# Cryptoparachtes charitonowi
Espèce
Synonymes
- Harpactocrates charitonowi Mcheidze, 1972

Cryptoparachtes charitonowi est une espèce d'araignées aranéomorphes de la famille des Dysderidae.

## Distribution
Cette espèce est endémique de Géorgie.

## Étymologie
Cette espèce est nommée en l'honneur de Dmitry Evstratievich Kharitonov.

## Publication originale
- Mcheidze, 1972 : New species of spiders of the genus Harpactocrates (Dysderidae) in Georgia. Soobshcheniia Akademiia Nauk. Gruzinskoi SSR, vol. 68, p. 741-744.